# 特魯希略市 (特魯希略州)

特魯希略市（西班牙語：Municipio Trujillo），是委內瑞拉的一個市，位於該國西部特魯希略州，首府設於特魯希略，面積413平方公里，海拔高度1,170米，2001年人口50,399，人口密度每平方公里122人。